# Гхокар
Гхокар, гхо, ঘ — буква бенгальского алфавита, обозначает придыхательный звонкий велярный взрывной согласный.
Является 19-й по счёту и четвёртой согласной буквой бенгальского алфавита. Является аспирированной версией гокар গ, произносится как gh в английском log-house.
Лигатуры: ঘ্ন = ঘ + ন ; ঘ্য = ঘ + য ; ঘ্র = ঘ + র .